# 아크룩스
아크룩스 또는, 남십자자리 알파(α Cru)는 지구로부터 남십자자리 방향으로 321 광년 떨어져 있는 다중성계로 남십자성을 이루는 구성원이다. 구성원 전체의 겉보기 밝기는 +0.76으로 남십자자리에서 가장 밝은 동시에 밤하늘에서 13번째로 밝은 천체이다. 아크룩스는 밤하늘의 1등성들 중 가장 천구의 남극 가까이에 있으며 그 다음으로 가까운 센타우루스자리 알파보다 2.3도 남쪽에 자리잡고 있다.
아크룩스는 맨눈에는 단독성처럼 보이나, 실제로는 구성원 여섯으로 이루어진 다중성계이다. 광학 망원경으로 관측시 아크룩스는 삼중성으로 보이는데 밝은 구성원 아크룩스 A와 아크룩스 B는 약 4 초각 떨어져 있다. 두 구성원 모두 B형 항성이며 태양보다 훨씬 무겁고 밝다. 아크룩스 A 자체는 분광쌍성으로 아크룩스 Aa(역사적으로 항성계 전체를 가리켜 온 '아크룩스'는 Aa의 공식 명칭이 되었다.)와 Ab로 이루어져 있다. 두 구성원은 서로의 질량 중심을 약 1 천문단위(AU) 떨어져서 76일마다 한 번씩 돌고 있다. 아크룩스 C는 보다 멀리 떨어져 있는 동반성이다.

## 명칭

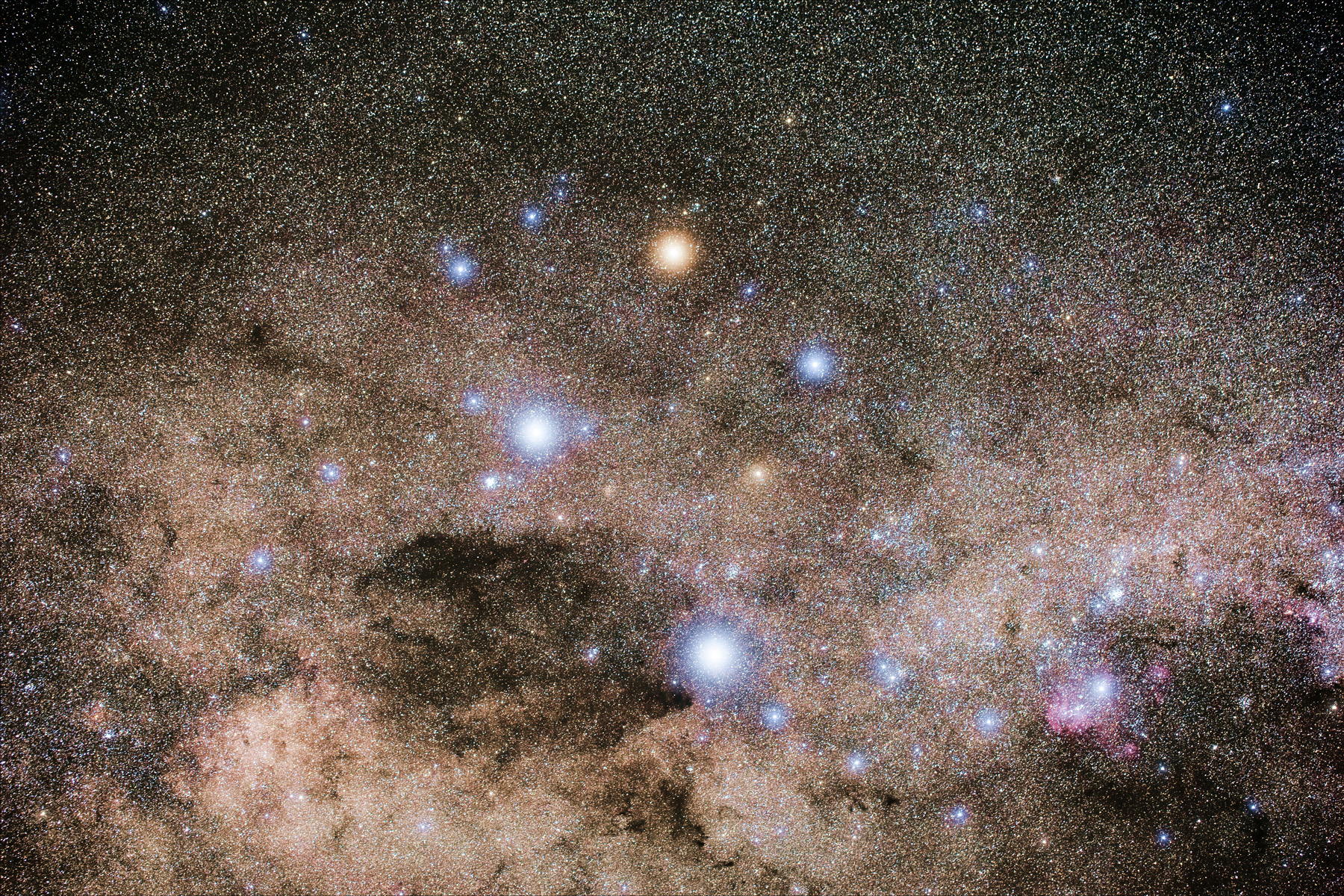
남십자자리. 아크룩스는 아래쪽에 자리잡고 있다.

이 별의 고유 명칭 아크룩스(Acrux)는 그리스 문자 알파(Alpha)의 A에 남십자자리를 뜻하는 crux를 단순히 조합한 명칭이다. 남십자자리 알파는 이 계를 바이어 명명법으로 부른 명칭이다. 주요 구성원 둘은 아크룩스 A(남십자자리 알파1 또는 남십자자리 알파 A)와 아크룩스 B(남십자자리 알파2 또는 남십자자리 알파 B)로 표기한다. 2016년 국제천문연맹은 밤하늘 항성들의 명칭을 공식화 및 목록화할 목적으로 항성명칭 워킹그룹(WGSN)을 조직하였다. WGSN의 원칙에 따르면 다중성계의 구성원들 중 가장 밝게 보이는 구성원에 고유 명칭을 부여한다. WGSN은 2016년 7월 20일 아크룩스(Acrux)를 항성 아크룩스 Aa의 이름으로 공식 승인했으며 현재 IAU 항성명칭 목록에 수록되어 있다.
아크룩스는 남위−63°에 있어서 1등성들 중 가장 남쪽에 위치하고 있으며 북위 27°보다 낮은 위도로 내려가야 관측이 가능하므로 대한민국에서는 볼 수 없다. 자전축의 세차 운동 때문에 고대 힌두 천문학자들은 아크룩스를 볼 수 있었으며 '트리-샨쿠'라는 이름을 붙였다. 고대 로마인들과 그리스인들 역시 아크룩스를 볼 수 있었고 이들은 아크룩스를 센타우루스자리의 일부분으로 간주했다.
중화권에서는 남십자자리를 십자가(十字架)로 부르며 구성원은 미모사, 남십자자리 감마, 남십자자리 델타, 아크룩스이다. 이들 중 아크룩스만을 부르는 명칭은 십자가2(十字架二, 십자가에서 두 번째 별)이다.
포르투갈어로 이 별을 Estrela de Magalhães (마젤란의 별)로 부르기도 한다.

## 속성

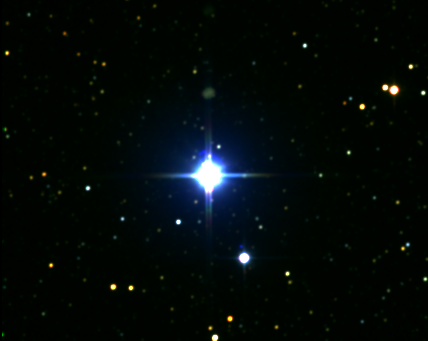
아크룩스. 아래쪽에 HD 108250이 보인다.

아크룩스의 구성원 둘인 아크룩스 A와 B는 밤하늘에서 약 4초각 떨어져 있다. 아크룩스 A의 겉보기등급은 1.40이며 B는 2.09이다. 유효온도는 각각 28,000 / 26,000 켈빈으로 둘 다 초기 B형 항성이다. 두 구성원의 광도는 각각 태양의 25,000 / 16,000 배이다. 아크룩스 A와 B가 서로를 공전하는 주기는 꽤 길어서 움직임을 파악하기가 어렵다. A와 B는 가장 가까이 접근해도 430 천문단위 떨어져 있으며 이로부터 계산한 공전 주기는 약 1,500년으로 보인다.
아크룩스 A 자체는 분광쌍성으로 구성원 둘의 질량은 각각 태양의 14배, 10배이며 서로 약 1 천문단위 떨어져서 76일을 1주기로 공전하고 있다. 아크룩스 B와 더 밝은 A는 질량이 커서 초신성 폭발로 생을 마감할 것이다. 다만 아크룩스 Ab는 살아남아 무거운 백색왜성이 될 것이다.
2011년 Rizzuto 연구진은 66%의 확률로 아크룩스가 전갈자리-센타우루스자리 성협 내 '아래쪽 센타우루스자리-남십자자리 서브그룹'(Lower Centaurus-Crux sub-group)의 일원일 것이라고 주장했는데, 종전에는 아크룩스가 이 성협의 구성원이 아닌 것으로 보았었다.
삼중성계 아크룩스로부터 90 초각 떨어진 곳에 아크룩스보다 어둡고 덜 뜨거운 B형 항성 HR 4729(HD 108250)가 있는데 이 별은 아크룩스와 운동을 공유하고 있어서 중력적으로 묶여 있다고 추정할 수 있다. 학계의 중론에 따르면 이 별과 아크룩스는 물리적으로 연결되어 있다. HR 4729 자체는 분광쌍성으로 종종 '아크룩스 C'로 표기되어 아크룩스 항성계의 세 번째 구성원으로 불리기도 한다. 근처에 어두운 안시 동반성 아크룩스 D가 있다. 2초각 이내 범위에 있는 어두운 항성 일곱 개가 아크룩스 계의 동반성들로 수록되어 있다.
2008년 10월 2일 카시니-하위헌스 호는 토성의 고리가 아크룩스를 가리는 과정에서 구성원 셋(A, B, C)을 분해하여 촬영하였다.

## 문화
오스트레일리아, 뉴질랜드, 사모아, 파푸아뉴기니의 국기에는 남십자성이 나오며 이들 중 가장 밝은 아크룩스 역시 포함되어 있다. 브라질 국기에는 아크룩스와 함께 항성 26개가 나오는데 각 항성은 1개의 주를 상징하며, 아크룩스는 상파울루주를 나타낸다. 2015년 변경된 디자인의 브라질 여권에도 남십자성의 일부로 표현되어 있다. 브라질의 해양관측선 Alpha Crucis는 이 별의 이름을 딴 것이다.

## 같이 보기
- 항성 목록